# Newton Heath F.C. mùa bóng 1895–96
Mùa giải 1895-1896 là mùa giải thứ tư của Newton Heath tại giải Liên đoàn bóng đá và mùa giải thứ hai ở giải bóng đá hạng hai. Đội bóng kết thúc ở vị trí thứ sáu trong giải đấu, điều này không đủ để kiếm được một cơ hội trở lại giải bóng đá hạng Nhất. Tại FA Cup, Đội bóng đã bị loại ở vòng thứ hai, thua 5-1 trong một trận đấu lại với Derby County sau khi đánh bại Kettering Town ở vòng đầu tiên.

## Giải bóng đá hạng hai (Football League Second Division)
| Thời gian            | Đối thủ           | H/A | Tỷ số Bt-Bb | Cầu thủ ghi bàn                          | Số lượng khán giả |
| -------------------- | ----------------- | --- | ----------- | ---------------------------------------- | ----------------- |
| 7 tháng 9 năm 1895   | Crewe Alexandra   | H   | 5 – 0       | Cassidy (2), Aitken, Kennedy, Smith      | 6,000             |
| 14 tháng 9 năm 1895  | Loughborough      | A   | 3 – 3       | Cassidy (2), McNaught                    | 3,000             |
| 21 tháng 9 năm 1895  | Burton Swifts     | H   | 5 – 0       | Donaldson (2), Cassidy (2), Kennedy      | 9,000             |
| 28 tháng 9 năm 1895  | Crewe Alexandra   | A   | 2 – 0       | Smith (2)                                | 2,000             |
| 5 tháng 10 năm 1895  | Manchester City   | H   | 1 – 1       | Clarkin                                  | 12,000            |
| 12 tháng 10 năm 1895 | Liverpool         | A   | 1 – 7       | Cassidy                                  | 7,000             |
| 19 tháng 10 năm 1895 | Newcastle United  | H   | 2 – 1       | Cassidy, Peters                          | 8,000             |
| 26 tháng 10 năm 1895 | Newcastle United  | A   | 1 – 2       | Kennedy                                  | 8,000             |
| 2 tháng 11 năm 1895  | Liverpool         | H   | 5 – 2       | Peters (3), Clarkin, Smith               | 10,000            |
| 9 tháng 11 năm 1895  | Woolwich Arsenal  | A   | 1 – 2       | Cassidy                                  | 9,000             |
| 16 tháng 11 năm 1895 | Lincoln City      | H   | 5 – 5       | Clarkin (2), Cassidy, Collinson, Peters  | 8,000             |
| 23 tháng 11 năm 1895 | Notts County      | A   | 2 – 0       | Cassidy, Kennedy                         | 3,000             |
| 30 tháng 11 năm 1895 | Woolwich Arsenal  | H   | 5 – 1       | Cartwright (2), Clarkin, Kennedy, Peters | 6,000             |
| 7 tháng 12 năm 1895  | Manchester City   | A   | 1 – 2       | Cassidy                                  | 18,000            |
| 14 tháng 12 năm 1895 | Notts County      | H   | 3 – 0       | Cassidy, Clarkin, Donaldson              | 3,000             |
| 21 tháng 12 năm 1895 | Darwen            | A   | 0 – 3       |                                          | 3,000             |
| 1 tháng 1, 1896      | Grimsby Town      | H   | 3 – 2       | Cassidy (3, 1 pen)                       | 8,000             |
| 4 tháng 1, 1896      | Leicester Fosse   | A   | 0 – 3       |                                          | 7,000             |
| 11 tháng 1, 1896     | Rotherham Town    | H   | 3 – 0       | Donaldson (2), Stephenson                | 3,000             |
| 3 tháng 2 năm 1896   | Leicester Fosse   | H   | 2 – 0       | Kennedy, Smith                           | 1,000             |
| 8 tháng 2 năm 1896   | Burton Swifts     | A   | 1 – 4       | Vance                                    | 2,000             |
| 29 tháng 2 năm 1896  | Burton Wanderers  | H   | 1 – 2       | McNaught                                 | 1,000             |
| 7 tháng 3 năm 1896   | Rotherham Town    | A   | 3 – 2       | Donaldson, Kennedy, Smith                | 1,500             |
| 14 tháng 3 năm 1896  | Grimsby Town      | A   | 2 – 4       | Kennedy, Smith                           | 2,000             |
| 18 tháng 3 năm 1896  | Burton Wanderers  | A   | 1 – 5       | Dow                                      | 2,000             |
| 23 tháng 3 năm 1896  | Burslem Port Vale | A   | 0 – 3       |                                          | 3,000             |
| 3 tháng 4 năm 1896   | Darwen            | H   | 4 – 0       | Kennedy, McNaught                        | 1,000             |
| 4 tháng 4 năm 1896   | Loughborough      | H   | 2 – 0       | Donaldson, Smith                         | 4,000             |
| 6 tháng 4 năm 1896   | Burslem Port Vale | H   | 2 – 1       | Clarkin, Smith                           | 5,000             |
| 11 tháng 4 năm 1896  | Lincoln City      | A   | 0 – 2       |                                          | 2,000             |

| # | Câu lạc bộ       | Tr | T  | H | B  | Bt | Bb | Hs | Điểm |
| - | ---------------- | -- | -- | - | -- | -- | -- | -- | ---- |
| 5 | Newcastle United | 30 | 16 | 2 | 12 | 73 | 50 | 23 | 34   |
| 6 | Newton Heath     | 30 | 15 | 3 | 12 | 66 | 57 | 9  | 33   |
| 7 | Woolwich Arsenal | 30 | 14 | 4 | 12 | 58 | 42 | 16 | 32   |

## FA Cup
| Thời gian           | Vòng đấu       | Đối thủ        | H/A | Tỷ số Bt-Bb | Cầu thủ ghi bàn  | Số lượng khán giả |
| ------------------- | -------------- | -------------- | --- | ----------- | ---------------- | ----------------- |
| 1 tháng 2 năm 1896  | Vòng 1         | Kettering Town | H   | 2 – 1       | Donaldson, Smith | 6,000             |
| 15 tháng 2 năm 1896 | Vòng 2         | Derby County   | H   | 1 – 1       | Kennedy          | 20,000            |
| 19 tháng 2 năm 1896 | vòng 2 Lặp lại | Derby County   | A   | 1 – 5       | Donaldson        | 6,000             |